# 中原信康
中原 信康（なかはら の のぶやす、生没年未詳）は、平安時代末期、鎌倉時代初期の文官。信泰とも記される。大外記・中原有象の後裔で、少内記・中原信仲の子とする系図がある。源義経の右筆。官職は少内記。

## 経歴
安元年（1176年）正月、算道の挙により左京進に任じられる。その後源義経の右筆となり、壇ノ浦の戦いの合戦記をまとめ、鎌倉の源頼朝の元に届けられた事が『吾妻鏡』（元暦2年（1185年）4月11日条）に見られる。これ以前の源義仲追討の際には義経や源範頼ら大将軍からの報告は口頭で行われ、頼朝から不興を買っており、それ以降右筆の存在が重視された。また、義経は畿内近国の武士に関わる訴えや寺社・権門に関する内政・軍政にあたり、多くの事務をこなす必要性から、文筆の才を持った信康が義経に雇われて合戦に従軍し、義経の推挙によって内記に任じられたと見られる。義経の失脚後、文治元年（1185年）に「結構衆」（企てた者たち）の一人として、頼朝の要請により解官された。
『平家物語』に義経の合戦記録が多いのは、信康の合戦記録が採用されたためと見られている。また、腰越状を執筆した可能性も指摘されている。